# Mapillary
Mapillary是一個由位於瑞典马尔默的Mapillary AB開發，用來分享含有地理標記照片的服務。其建立者想要利用众包的方式來把整個世界（不僅是街道）以照片的形式儲存。

## 背景
這個專案於2013年9月啟動，於2013年釋出iPhone的應用程式，爾後於2014年1月釋出Android的應用程式。
Mapillary在2015年1月時從以紅杉資本為首的一群投資者處收到了150萬美元的種子資金。

## 功能
Mapillary提供了許多不同的拍攝模式，包含了步行、騎車、開車或是全景。2014年9月10日時，Mapillary宣佈他們支援了全景图與球形照片。
到了2014年5月，Mapillary上已有約50萬張照片，到了2014年12月，它已有超過550萬張照片了。到了2015年3月，它已有1000萬張照片了，再到2015年6月11日，Mapillary就有超過2000萬張照片，而8月9日就超過3000萬了。截至2016年2月6日，Mapillary就有超過5000萬張照片了。在他們的首頁 （页面存档备份，存于）上也有即時的計數器可以觀看。
Mapillary於2016年11月15日到達一億張照片。
Mapillary照片，以百萬計

## 授權條款
在Mapillary上的照片的授權條款為創用CC-姓名標示-相同方式分享 4.0國際版(CC-BY-SA)。其也對從貢獻給開放街圖與维基共享资源有特殊的授權條款。GPX軌跡的使用則不受限制，而衍生資料則使用开放数据库许可证。
授權條款曾於2014年4月29日從CC-BY-NC更換為CC-BY-SA。
Mapillary計畫透過將其使用者生成的資料授權給其他公司使用來獲利。

## 外部連結
- 官方网站
- Mapillary在Youtube上的簡報影片 （页面存档备份，存于）
- Android上的Mapillary （页面存档备份，存于）
- iOS上的Mapillary （页面存档备份，存于）
- Windows Phone上的Mapillary （页面存档备份，存于）
- OSM wiki上的Mapillary （页面存档备份，存于）